# Herbert Werner (Theologe)
Herbert Werner (* 24. März 1902 in Birkenfeld/Thüringen; † 16. Mai 1992 in Waldsolms) war ein deutscher evangelisch-lutherischer Pfarrer, Mitglied der Bekennenden Kirche (BK), Verfolgter des Naziregimes und Hochschullehrer für Praktische Theologie.

## Leben
Werner studierte nach Erlangung der Hochschulreife Evangelische Theologie. Nach bestandener Prüfung wurde er in das Vikariat der Thüringer evangelischen Kirche übernommen und am 22. September 1929 zum Pfarrer ordiniert. 1934 wurde er Pfarrer in der Kirchengemeinde Kosma und schloss sich der Bekennenden Kirche und ihrem Dahlemitischen Zweig an und trat dem Pfarrernotbund bei. Seine Freunde waren Helmut Gollwitzer und Erwin Groß. Wegen seiner kritischen Haltung zum NS-Regime hatte er mehrfach harte Auseinandersetzungen mit seiner deutsch-christlichen Kirchenleitung. Weil ihm eine weitere Anstellung in Thüringen verweigert wurde, ging er 1939 nach Württemberg. 1941 wurde er Pfarrer in Stuttgart-Zuffenhausen.
Nach der Befreiung von der NS-Gewaltherrschaft promovierte er zum Doktor der Theologie. 1962 wurde er zum ordentlichen Professor für Evangelische Theologie und Didaktik der Glaubenslehre an der Universität Frankfurt/Main, Abteilung für Erziehungswissenschaften berufen.
Neben seiner Tätigkeit als Hochschullehrer wurde er 1949 bekannt als Mitbegründer und einer der Herausgeber der BK-Zeitschrift „Die Stimme der Gemeinde“.

## Ehe und Familie
Werner war verheiratet mit Charlotte Bär. Aus der Ehe ging u. a. der Historiker Andreas Werner (* 27. Juni 1936) hervor.

## Schriften
- Das Problem des protestantischen Kirchenbaus und seine Lösungen in Thüringen. Klotz, Gotha 1933.
- Kirche? – keine Zeit! A. Wallmann, Leipzig [1936].
- Feierstunde oder Gemeindegottesdienst? A. Wallmann, Leipzig [1936].
- Zusammen mit Wilhelm Rott: Mein Schutz, daß ich nicht fallen werde. Der Rufer-Verlag, Wuppertal-Barmen [1939].
- Zusammen mit Wilhelm Rott: In der Not rufe ich dich an, du wollest mich erhören. Der Rufer-Verlag, Wuppertal-Barmen [1939].
- Lobe den Herrn, meine Seele. Evangelisches Verlagswerk, Stuttgart 1950.
- Komm, heiliger Geist. Evangelisches Verlagswerk, Stuttgart 1950.
- Abraham. Vandenhoeck und Ruprecht, Göttingen 1965.
- Jona. Vandenhoeck und Ruprecht, Göttingen 1966.
- Joseph. Vandenhoeck und Ruprecht, Göttingen 1967.
- Amos. Vandenhoeck und Ruprecht, Göttingen 1969.
- Uraspekte menschlichen Lebens. Vandenhoeck und Ruprecht, Göttingen 1971.